# Green Bay Packers 2020
La stagione 2020 dei Green Bay Packers è stata la 100ª della franchigia nella National Football League, la 102ª complessiva e la seconda con Matt LaFleur come capo-allenatore.
La squadra eguagliò il record di 13-3 e la partecipazione alla finale della NFC dell'anno precedente, assicurandosi il vantaggio del fattore campo per tutti i playoff per tutti i playoff della NFC per la prima volta dal 2011. Aaron Rodgers fu premiato come MVP della NFL per la terza volta carriera dopo avere guidato la lega con un record di franchigia di 48 passaggi da touchdown.
Nel divisional round i Packers batterono i Los Angeles Rams per 32–18 ma la loro stagione si concluse perdendo per 31–26 contro i Tampa Bay Buccaneers futuri vincitori del Super Bowl LV nell'NFC Championship Game.

## Scelte nel Draft 2020
| Scelte dei Packers nel Draft 2020 |        |                 |       |                |
| Giro                              | Scelta | Giocatore       | Ruolo | College        |
| 1                                 | 26     | Jordan Love     | QB    | Utah State     |
| 2                                 | 62     | A.J. Dillon     | RB    | Boston College |
| 3                                 | 94     | Josiah Deguara  | TE    | Cincinnati     |
| 5                                 | 175    | Kamal Martin    | LB    | Minnesota      |
| 6                                 | 192    | Jon Runyan Jr.  | G     | Michigan       |
| 6                                 | 208    | Jake Hanson     | C     | Oregon         |
| 6                                 | 209    | Simon Stepaniak | G     | Indiana        |
| 7                                 | 236    | Vernon Scott    | FS    | TCU            |
| 7                                 | 242    | Jonathan Garvin | DE    | Miami          |

## Staff
| Staff dei Green Bay Packers nel 2020 |
| --- |
| Organi dirigenziali - Proprietario: proprietà pubblica - Comitato esecutivo – Board of directors - Presidente/CEO – Mark Murphy - General manager – Brian Gutekunst - Vice presidente esecutivo/direttore delle operazioni del football – Russ Ball - Consulente senior alle operazioni del football – Ted Thompson - Co-direttore del personale dei giocatori – John Wojciechowski - Co-direttore del personale dei giocatori – Jon-Eric Sullivan - Direttore delle operazioni del football – Milt Hendrickson - Direttore delle operazioni del college – Matt Malaspina - Osservatore nazionale – Sam Seale - Director of Performance Psychology/Team Behavioral Health Clinician – Chris Carr - Direttore dell'ingaggio dei giocatori – Grey Ruegamer Capo allenatore - Matt LaFleur Altri allenatori - Preparatore atletico – Chris Gizzi - Assistente p.a. – Mark Lovat - Assistente p.a. – Thadeus Jackson - Assistente p.a. – Grant Thorne Allenatori dell'attacco - Coordinatore offensivo – Nathaniel Hackett - Quarterback/coordinatore gioco sui passaggi – Luke Getsy - Running back – Ben Sirmans - Wide receiver – Jason Vrable - Tight end – Justin Outten - Offensive line – Adam Stenavich - Assistente offensive line – Luke Butkus - Analista senior – Butch Barry - Controllo qualità – Kevin Koger - Controllo qualità – Connor Lewis Allenatori della difesa - Coordinatore difensivo – Mike Pettine - Defensive line – Jerry Montgomery - Outside linebacker – Mike Smith - Inside linebacker – Kirk Olivadotti - Defensive back – Jerry Gray - Assistente defensive back – Ryan Downard - Controllo qualità – Wendel Davis - Controllo qualità – Christian Parker Allenatori dello special team - Coordinatore special team – Shawn Mennenga - Assistente special team – Maurice Drayton - Controllo qualità s.t. - Rayna Stewart |

## Roster
| Roster dei Green Bay Packers nel 2020 |
| --- |
| Quarterback - 8 Tim Boyle - 10 Jordan Love - 12 Aaron Rodgers Running Back - 28 A.J. Dillon - 32 Tyler Ervin - 33 Aaron Jones - 30 Jamaal Williams Wide Receiver - 17 Davante Adams - 13 Allen Lazard - 19 Equanimeous St. Brown - 86 Malik Taylor - 83 Marquez Valdes-Scantling Tight End - 81 Josiah Deguara - 89 Marcedes Lewis - 87 Jace Sternberger - 85 Robert Tonyan Offensive Linemen - 69 David Bakhtiari T - 74 Elgton Jenkins G - 63 Corey Linsley C - 73 Yosh Nijman T - 62 Lucas Patrick G - 76 Jon Runyan Jr. G - 65 Lane Taylor G - 77 Billy Turner T - 71 Rick Wagner T Defensive Linemen - 90 Montravius Adams DE - 97 Kenny Clark NT - 96 Kingsley Keke DE - 95 Tyler Lancaster DE - 94 Dean Lowry DE - -- Daylon Mack NT Linebacker - 42 Oren Burks ILB - 53 Jonathan Garvin OLB - 52 Rashan Gary OLB - 58 Christian Kirksey ILB - 56 Randy Ramsey OLB - 91 Preston Smith OLB - 55 Za'Darius Smith OLB - 44 Ty Summers ILB Defensive Back - 23 Jaire Alexander CB - 31 Adrian Amos SS - 24 Raven Greene FS - 29 Ka'dar Hollman CB - 37 Josh Jackson CB - 20 Kevin King CB - 35 Parry Nickerson CB - 25 Will Redmond SS - 26 Darnell Savage FS - 36 Vernon Scott SS - 39 Chandon Sullivan CB Special Team - 43 Hunter Bradley LS - 2 Mason Crosby K - 6 J.K. Scott P Lista delle riserve - 40 Curtis Bolton ILB (PUP) - 48 Kabion Ento CB (IR) - 11 Devin Funchess WR (Opt-out) - 93 Treyvon Hester DE (IR) - 54 Kamal Martin ILB (IR) - 72 Simon Stepaniak OG (NF-Inj.) - 27 Patrick Taylor RB (NF-Inj.) Squadra di allenamento - 51 Krys Barnes ILB - 84 Reggie Begelton WR - 41 Henry Black FS - 34 Damarea Crockett RB - 16 Robert Foster WR - 50 Tipa Galeai OLB - 67 Jake Hanson C - 59 De’Jon Harris ILB - 68 Zack Johnson OG - 70 Alex Light OT - 45 John Lovett TE - 99 Willington Previlon DE - 57 Greg Roberts OLB - 34 Stanford Samuels III CB - 98 Delontae Scott OLB - 9 Darrius Shepherd WR 53 attivi, 7 inattivi, 16 nella squadra di allenamento |
| Legenda - I rookie sono in corsivo. - Il primo ruolo è il principale mentre gli eventuali successivi indicano i ruoli secondari. - (IR) sta per Injured Reserve ed indica la lista ristretta per un solo giocatore infortunato che può tornare ad allenarsi dopo la settimana 6 e a rientrare in prima squadra dopo che questa ha giocato 8 partite. - (NF-Inj.) / (NF-Ill.) stanno rispettivamente per Non-Football Injured e Non-Football Illness ed indicano le liste dove viene inserito un giocatore che ha un infortunio o una malattia non dipendente dal football americano. - (PUP) sta per Physically Unable to Perform ed indica la lista dove viene inserito un giocatore mentre è in attesa di recuperare la condizione fisica. Nella stagione regolare dopo la sesta partita giocata dalla propria squadra, il giocatore ha tempo tre settimane per riprendere ad allenarsi, più tre settimane aggiuntive dal suo rientro agli allenamenti per rientrare in prima squadra. |

## Calendario

### Pre-stagione
Il calendario della fase pre-stagionale è stato annunciato il 7 maggio 2020. Tuttavia, il 27 luglio 2020, il commissioner della NFL Roger Goodell ha annunciato la cancellazione totale della pre-stagione, a causa della pandemia di Covid-19.

### Stagione regolare
| Stagione regolare |                    |                         |                    |                    |                         |                    |
| Turno             | Data               | Avversario              | Risultato          | Record             | Stadio                  | Sintesi            |
| 1                 | 13 settembre       | at Minnesota Vikings    | V 43–34            | 1–0                | U.S. Bank Stadium       | Recap              |
| 2                 | 20 settembre       | Detroit Lions           | V 42–21            | 2–0                | Lambeau Field           | Recap              |
| 3                 | 27 settembre       | at New Orleans Saints   | V 37–30            | 3–0                | Mercedes-Benz Superdome | Recap              |
| 4                 | 5 ottobre          | Atlanta Falcons         | V 30–16            | 4–0                | Lambeau Field           | Recap              |
| 5                 | Settimana di pausa | Settimana di pausa      | Settimana di pausa | Settimana di pausa | Settimana di pausa      | Settimana di pausa |
| 6                 | 18 ottobre         | at Tampa Bay Buccaneers | S 10–38            | 4–1                | Raymond James Stadium   | Recap              |
| 7                 | 25 ottobre         | at Houston Texans       | V 35–20            | 5–1                | NRG Stadium             | Recap              |
| 8                 | 1 novembre         | Minnesota Vikings       | S 22–28            | 5–2                | Lambeau Field           | Recap              |
| 9                 | 5 novembre         | at San Francisco 49ers  | V 34–17            | 6–2                | Levi's Stadium          | Recap              |
| 10                | 15 novembre        | Jacksonville Jaguars    | V 24–20            | 7–2                | Lambeau Field           | Recap              |
| 11                | 22 novembre        | at Indianapolis Colts   | S 31–34 (dts)      | 7–3                | Lucas Oil Stadium       | Recap              |
| 12                | 29 novembre        | Chicago Bears           | V 41–25            | 8–3                | Lambeau Field           | Recap              |
| 13                | 6 dicembre         | Philadelphia Eagles     | V 30–16            | 9–3                | Lambeau Field           | Recap              |
| 14                | 13 dicembre        | at Detroit Lions        | V 31–24            | 10–3               | Ford Field              | Recap              |
| 15                | 19 dicembre        | Carolina Panthers       | V 24–16            | 11–3               | Lambeau Field           | Recap              |
| 16                | 27 dicembre        | Tennessee Titans        | V 40–14            | 12–3               | Lambeau Field           | Recap              |
| 17                | 3 gennaio          | at Chicago Bears        | V 35–16            | 13–3               | Soldier Field           | Recap              |

Note: gli avversari della propria division sono in grassetto.

### Playoff
| Playoff          |                                           |                                           |                                           |                                           |                                           |                                           |
| Turno            | Data                                      | Avversario                                | Risultato                                 | Record                                    | Stadio                                    | Sintesi                                   |
| Wild Card        | Qualificati direttamente al secondo turno | Qualificati direttamente al secondo turno | Qualificati direttamente al secondo turno | Qualificati direttamente al secondo turno | Qualificati direttamente al secondo turno | Qualificati direttamente al secondo turno |
| Divisional       | 16 gennaio                                | Los Angeles Rams (6)                      | V 32–18                                   | 1–0                                       | Lambeau Field                             | Recap                                     |
| NFC Championship | 24 gennaio                                | Tampa Bay Buccaneers (5)                  | S 26–31                                   | 1–1                                       | Lambeau Field                             | Recap                                     |

## Premi
- Aaron Rodgers:

MVP della NFL

### Premi settimanali e mensili
- Aaron Jones:

running back della settimana 2
running back della settimana 13
- Za'Darius Smith:

difensore della NFC della settimana 4
- Aaron Rodgers:

giocatore offensivo della NFC della settimana 13
giocatore offensivo della NFC del mese di dicembre
- A.J. Dillon:

rookie della settimana 16

## Leader della squadra
| Categoria              | Giocatore        | Valore |
| ---------------------- | ---------------- | ------ |
| Yard passate           | Aaron Rodgers    | 4.299  |
| Touchdown passati      | Aaron Rodgers    | 48     |
| Yard corse             | Aaron Jones      | 1.104  |
| Touchdown su corsa     | Aaron Jones      | 9      |
| Ricezioni              | Davante Adams    | 115    |
| Yard ricevute          | Davante Adams    | 1374   |
| Touchdown su ricezione | Davante Adams    | 18     |
| Yard su rit. kickoff   | Darrius Shepherd | 227    |
| Yard su rit. punt      | Tyler Ervin      | 20     |
| Tackle                 | Adrian Amos      | 83     |
| Sack                   | Za'Darius Smith  | 12,5   |
| Intercetti             | Darnell Savage   | 4      |